# Dismorphia lygdamis
Dismorphia lygdamis is een vlindersoort uit de familie van de Pieridae (witjes), onderfamilie Dismorphiinae.
Dismorphia lygdamis werd in 1869 beschreven door Hewitson.